# 濱野雅慎
濱野 雅慎（はまの まさみつ、1984年12月3日 - ）は、元社会人野球選手（投手）、野球指導者。

## 経歴
神戸西高では、甲子園の出場経験は無し。進学した国士舘大学においても東都大学野球では2部リーグのみで、学生時代には目立った成績は残せなかった。
しかし、JR九州硬式野球部のセレクションで吉田博之監督の目にとまり、2007年にJR九州に入社。吉田監督に下半身主導のフォームを指導され素質が開花。ルーキーシーズンの公式戦幕開けとなる第62回JABA東京スポニチ大会において準々決勝と決勝戦で完封勝利を挙げ、同大会のMVPと新人賞を獲得した。
2009年の第36回社会人野球日本選手権大会ではチーム5試合すべてに登板、うち4試合で白星を挙げる活躍を見せ、同大会のMVPを獲得した。
翌2010年の第81回都市対抗野球ではチーム5試合中4試合に登板、久慈賞を獲得している。
2013年以降は、チームの育成方針のためか公式戦での登板が減り、2018年限りで現役を引退した。
現役引退後は、2年半の社業専念期間を経て2021年4月にJR九州のコーチに就任した。

## プレースタイル・人物
長身のサイドスロー右腕で、ゆったりとしたフォームから繰り出すMAX146km/hのストレートと抜群の切れ味を誇るスライダー、また延長戦で完投したり連投が続く環境でも球速が落ちない無尽蔵のスタミナを武器としている。
ピッチングスタイル上、右打者相手は得意とする一方で左打者は比較的苦手としている。そのため2010年頃からは対左打者用にシンカーも用いるようになった。
小松聖は、大学・社会人の3年先輩（JR九州は小松と入れ替わりに入社、背番号20も小松から引き継いだ）。

## 主な表彰・タイトル
- 第62回JABA東京スポニチ大会（2007年）MVP、新人賞
- 第62回JABA九州大会（2008年）MVP
- 第36回社会人野球日本選手権大会（2009年）MVP
- 第40回JABA四国大会（2010年）MVP
- 第81回都市対抗野球大会（2010年）久慈賞
- 第37回社会人野球日本選手権大会（2010年）敢闘賞
- 社会人ベストナイン（2010年・投手）
- 年間最多勝利投手（2010年）

## 日本代表キャリア
- 第39回IBAFワールドカップ日本代表（2011年）
- 第26回アジア野球選手権大会日本代表（2012年）
- 第6回東アジア競技大会野球日本代表（2013年）